# Фрегата
Фрегата (на английски: frigate; на френски: frégate; на руски: фрегат) е боен кораб.
Терминът се използва за кораби с различни размери и тип, в зависимост от епохата. Характерните белези на фрегатата са бързина и средни размери, така че корабът може да се използва за патрулиране, разузнаване, унищожаване на малки и търговски кораби на противника и др.

## Ветроходна фрегата
Фрегатата се споменава за първи път като спомагателен кораб на големите галери. Тогава тя представлява малък гребно-ветроходен кораб, служещ за разузнаване и връзка с другите кораби.
Класическата ветроходна фрегата се заражда в Холандия и се утвърждава, след като е усъвършенствана във Франция на базата на първите научни изследвания в областта на корабостроенето. Това е дървен тримачтов кораб с основно прави платна, въоръжен с оръдия. При него е постигната по-висока скорост, отколкото при другите съвременни ветроходи, в резултат на по-голямото съотношение дължина-ширина (3 – 4) и по-обтекаемата подводна част. Няма сигурни данни за постиганата максимална скорост, но вероятно е около 11 – 12 възла. Запазените чертежи и модели показват, че носовата част все още е сравнително тъпа и корабът при добра скорост изтласква водата пред себе си, а не я „реже“.
Надстройките на фрегатата са малки, понякога дори трудно забележими, бордовете ѝ са ниски. Оръдията първоначално са разположени на една палуба, основната, като броят им е от 24 до 40. По-късно броят на оръдията нараства до 60, увеличава се и калибърът им, появяват се фрегати с два реда оръдия.
Във всички случаи историческото място на фрегатата във ветроходния флот се определя като средна по големина между линейния кораб и корвета. Фрегатата имала дължината на линейния кораб, но е по-тясна, с по-малко водоизместване и много по-малко оръдия. В официалната таблица на ранговете линейните кораби са от първи до трети ранг, а фрегатите – от четвърти до пети. Това означава, че фрегатата следва да има: пълно водоизместване 650 – 1000 тона, оръдия 44 – 60, дължина на палубата 40 – 55 m, ширина 10 – 15 m, екипаж 200 – 500 души.
В боя на ветроходните ескадри линейните кораби се построяват в линия и започват стрелбата със своите големи оръдия. Фрегатите се разполагат зад тази линия и играят спомагателна роля в началото на боя – разузнаване, препредаване на сигналите на флагмана и т.н. Когато някой противников кораб бива повреден, няколко фрегата са насочвани да го унищожат или пленят. Задачите, които изискват да бъде изпратен далеч от ескадрата един самостоятелен кораб, се възлагат на фрегати.
На ветроходните фрегати са посветени множество книги и филми. Те допринасят за издигане на престижа на тези кораби в сравнение с останалите.
По-късно фрегатите се използват за учебни цели, за плавания до отдалечени места, за да развеят там флага на своята страна или за географски експедиции, например фрегатата „Навара“. Запазени са няколко оригинални фрегати, като американската „Конститюшън“, множество модели и чертежи, особено във Франция и Англия.

През 19 век за кратко време се експериментира с брониране на дървените фрегати, поставяне на парен двигател „параходофрегат“, но в края на века фрегатата е изместена от новите концепции за железни парни кораби.

## Съвременни фрегати
По време на Втората световна война в Англия и САЩ възниква нужда от голям брой малки кораби, приспособени за борба с подводници, които да ескортират търговските кораби в океанските им преходи. Повечето от тези нови кораби, неизвестно защо наречени фрегати, имат пълно водоизместване 500 – 1000 тона, развиват не особено висока скорост – около 20 възла и са въоръжени с артилерия (калибър до 127 mm), подводни бомби и други. Те се оказват изключително полезни и след войната са усъвършенствани и въоръжени с новите оръжия.
В края на 20 век само великите държави имат наистина големи кораби. Останалите страни поддържат флотове с по-скромни по размер и брой кораби, така че в много случаи фрегатата е най-големият тип. Съвременната фрегата има разнообразни възможности и е способна да плава на далечно разстояние.
Пълното водоизместване на фрегатите след 2000 г. е от 2000 до 5000 тона, но има случаи, когато кораб с водоизместване 8000 тона е смятан за фрегата, т.е. отново има известни различия що е фрегата и колко може да бъде голяма. Дължината на фрегатите е около 100 m, скоростта им достига 30 възела. Характерен е стремежът на конструкторите да използват такива главни двигатели, които да осигуряват икономично поддържане на някаква средна скорост (15 – 20 възела). Например може да има дизелови двигатели за движение на икономична скорост и газова турбина за максимална скорост. Артилерийското въоръжение е намалено, но има добра скорострелност и далечина на стрелбата. За борба с надводните кораби на противника фрегатите разполагат с противокорабни ракети, а за борба с подводниците – с торпеда и други. Важна новост е наличието на 1 – 2 вертолета, които са отлично средство за откриване и унищожаване на подводниците. Фрегатите имат специална площадка за кацане и хангар за съхраняване на вертолетите.

В съвременните флотове фрегатата се позиционира между ескадрения миноносец (над 5000 тона) и корвета (под 1000 тона). В руската класификация фрегатата съответства на стражевия кораб (сторожевой корабль) или на ескадрения миноносец.Флагман на ВМС е фрегатата „Дръзки“.
- Съвременна фрегата, Австралия
- На мостика: вахтеният офицер (отзад вляво) и рулевият
- Учение с вертолети